# بخش ال کارمن
بخش ال کارمن (به اسپانیایی: Departamento El Carmen) یک منطقهٔ مسکونی در آرژانتین است که در استان خوخوی واقع شده‌است.